# ARP Instruments

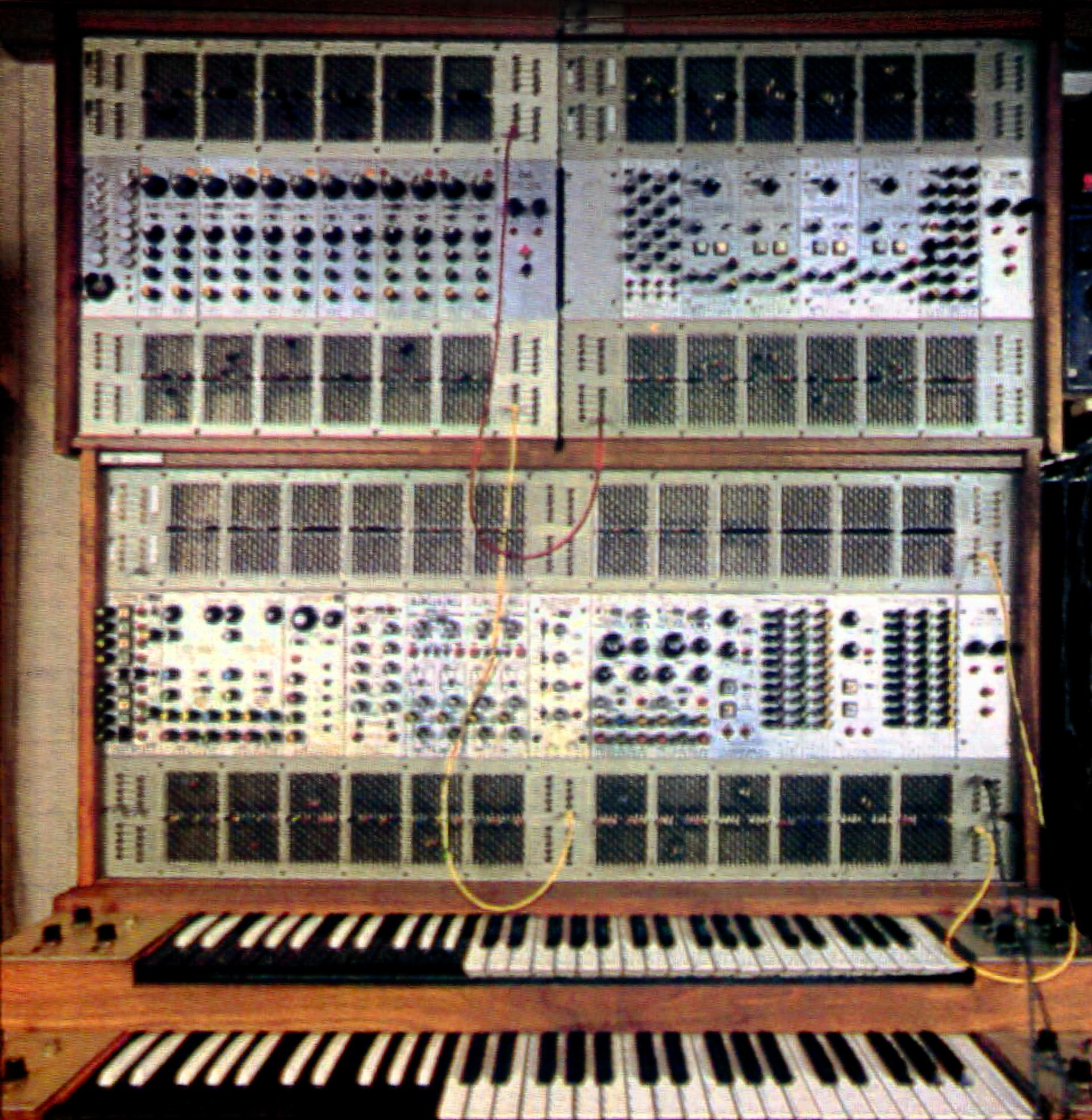
En ARP Instruments 2500

ARP Instruments, Inc. var en tidig synthesizertillverkare som grundades av Alan Robert Pearlman. Namnet ARP kommer just från hans initialer. ARP är mest känt för sin produktion under tidigt 1970-tal, när de konkurrerade med bland annat Buchla Synthesizers och Moog Music. ARP likviderades 1981 på grund av dålig lönsamhet.

## Historia
Alan Pearlman läste till ingenjör vid Worcester Polytechnic Institute 1948 och blev då medveten om den kommande generationen av elektronisk musik och synthesizers. Han skrev:
”Det elektroniska instrumentets värde är mestadels som något nytt. När ingenjören uppmärksammar musikerns behov är den dag då det elektroniska instrumentet kan ta sin plats … som ett mångfasetterat, kraftfullt och uttrycksfullt instrument inte långt borta.”
(The electronic instrument’s value is chiefly as a novelty. With greater attention on the part of the engineer to the needs of the musician, the day may not be too remote when the electronic instrument may take its place … as a versatile, powerful, and expressive instrument.)
Efter 21 år av ingenjörserfarenhet och entreprenörskap bildade han ARP Instruments Incorporated 1969 med 100.000 USD i eget startkapital och lika mycket från intresserade investerare.
Under hela 1970-talet var ARP Moog Musics största konkurrent när det gällde högkvalitativa synthesizrar. Det fanns två läger: Mini Moog-spelarna och ARP Odyssey-spelarna som livligt försvarade sitt personliga val, även om det fanns de som använde båda.
Även om Mini Moogen hade ett mer fylligt ljud och enklare gränssnitt är ARP:s små instrument mer flexibla och kapabla till fler extrema ljud.

## Kända användare
- Pink Floyd
- Alphaville
- Pete Townshend, The Who
- Stevie Wonder
- Jean Ven Robert Hal
- Jon Lord - Deep Purple
- Herbie Hancock
- David Bowie
- Wendy Carlos
- Chick Corea
- Brian Eno
- Genesis
- Gary Numan
- Ultravox
- Jean Michel Jarre
- Joe Zawinul, Weather Report (som hade en ARP 2600 för varje hand)
- Trent Reznor, Nine Inch Nails
- Klaus Schulze
- Steven Spielberg i Närkontakt av tredje graden, se nedan.
- Ozzy Osbourne (ARP 2600)

## Framstående produkter
- ARP 2500, 1970: Stor och komplex modulär synthesizer, som patchades via en matris av strömbrytare och som var känd för att hålla stämningen bättre än Moogs och Buchlas motsvarigheter. ARP 2500 spelade en biroll i den kända filmen Närkontakt av tredje graden där den används för att kommunicera med utomjordingar. Teknikern från ARP som kom för att installera den, Phil Dodds, blev också den som spelade på musikinstrumentet i bild och finns med i filmens eftertexter.
- ARP 2600, 1971: Mindre och mer portabel halv-modulär, det vill säga att det fanns färdiga signalvägare som kunde patchas bort med kablar.
- ARP Odyssey, 1972: Analog duofonisk synthesizer, portabel och motsvarigheten till Mini Moog
- ARP Soloist and Pro Soloist. Pre-set monophonic synthesizer with aftertouch.
- ARP Axxe, 1975: Enkel synthesizer med en oscillator.
- ARP Chroma, 1981: Ett sista försök att hänga med i utvecklingen. Mikroprocessor-styrd, analog, polyfonisk synthesizer - såldes till CBS-ägda Rhodes när ARP likviderades.